# Belmicke
Belmicke ist einer von 22 Ortsteilen der Stadt Bergneustadt im Oberbergischen Kreis im Regierungsbezirk Köln in Nordrhein-Westfalen, Deutschland.

## Lage und Beschreibung
Belmicke liegt in Luftlinie ca. 5,4 km östlich von Bergneustadt auf der Wasserscheide zwischen den Flusssystemen Lenne/Ruhr und Agger/Sieg. Aufgrund seiner Höhenlage, die Kirche steht auf ca. 435 m ü. NN und die Höhenzüge um den Ort erreichen teilweise 480 m ü. NN, bestehen sehr gute Aussichtsmöglichkeiten über das obere Othe- oder das Dörspetal. Bei klarer Sicht reicht der Blick bis zum Siebengebirge und zur Eifel. Belmicke liegt 10 Minuten von Bergneustadt und der A 4 entfernt und bis nach Drolshagen bzw. auch der Autobahnauffahrt zur A 45 sind es ca. 5 Minuten.

## Gewässer
Am Ortsausgang Richtung Bergneustadt entspringt einer der beiden Quellbäche der Othe, welche in Bergneustadt in die Dörspe mündet. Ca. 250 m östlich des Schwedenkreuzes entspringt die Belmicke, von welcher der Ort seinen Namen hat. Dieser Bach bildet, vereinigt mit dem Attenbach (Attemicke), dem Wörder Bach und der Kormicke bei Feldmannshof den Gipperbach. Sein Wasser fließt über die Wormicke und die Rose in die Brachtpe, welche den Biggesee speist.

## Geschichte
Der heutige Ort Belmicke, an der Grenze zwischen dem Kreis Olpe und dem Oberbergischen Kreis gelegen, entstand im Zuge der Gebietsreform 1969 durch die Zusammenlegung der beiden Orte Brüchen (westlich des Kirchberges) und Belmicke (östlich des Kirchberges). Aufgrund der Ortsnamenforschung in dem Durchdringungsgebiet der fränkischen und sächsischen Siedler kann man davon ausgehen, dass Belmicke zur zweiten Siedlungsschicht zählt und damit zwischen dem 5. und 8. Jahrhundert zunächst von Sachsen besiedelt wurde.
Erstes schriftliches Zeugnis ergibt sich aus der Grenzlage. Im Protokoll einer Gerichtsverhandlung von 1533 wird der Grenzverlauf zwischen dem kölnischen Gericht und Kirchspiel Drolshagen und dem bergischen (!) Amt Neustadt beschrieben. Er verläuft über den Weiler Lunerbruch (Brüchen). Eine Scheune stand im Stift Köln, das dazugehörige Haus aber im Land von der Mark. Die Beschreibung des Prozessionsweges entlang der Neustädter Grenze aus dem Jahr 1545, die zur Klärung der Grenzfrage beitragen sollte, erwähnt beide Orte.
Im „Fresendorffischen Receß“ wird 1561 eine Einigung zwischen dem Kurfürsten von Köln und dem Herzog von Cleve-Jülich-Berg über den Grenzverlauf zwischen beiden Herrschaften erzielt. Nach der Beschreibung verläuft die Grenze quer durch Belmicke, das dort genannte Wohnhaus steht allerdings im Kölnischen. In Brüchen wird ein Grenzpfahl gesetzt. Welche der Einwohner beider Orte zum Kirchspiel Drolshagen oder zum Kirchspiel Wiedenest gehörten, kann nicht mehr gesagt werden. In den Listen zur Erhebung der Türkensteuer 1546 wird „Peter up dem Broiche“ (Brüchen) aber als Einwohner der Bauerschaft Wiedenest erwähnt. Vermutlich wurden die Einwohner von Brüchen dem Kirchspiel Wiedenest und die damaligen Einwohner von Belmicke dem Kirchspiel Drolshagen zugeordnet. Eine spätere Bebauung in Belmicke lag aber auch auf märkischem Gebiet. Auf der Mercator-Karte von 1557 findet man schließlich die Bezeichnung „Uff der Belmicke“.
Zusätzliche Brisanz erhielt die Grenzlage, als im Kirchspiel Wiedenest um 1643 die Reformation eingeführt wurde. Die Einwohner der beiden Weiler blieben jedoch bei der katholischen Konfession, wie auch das gesamte benachbarte kurkölnische Kirchspiel Drolshagen. Dies hatte eine Annäherung an das Kirchspiel Drolshagen zur Folge, obwohl die Einwohner des märkischen Teils weiterhin zur Bauerschaft Wiedenest und damit zum Amt Neustadt gehörten.
Die Bauerschaften Lieberhausen und Wiedenest, und damit Brüchen und ein Teil von Belmicke, wurden mit Neustadt im Zuge der Einführung der französischen Gemeindeordnung 1806 zu einer Mairie vereinigt. 1818 wurde diese Verwaltungseinheit als Samtgemeinde fortgeführt. Nach der Trennung von Neustadt 1892 kamen diese Teile des heutigen Belmickes zur Bürgermeisterei Bergneustadt-Land, die Lieberhausen und Wiedenest umfasste. Die beiden Teilgemeinden wurden 1929 zur Gemeinde Lieberhausen zusammengefasst. Nach Auflösung der Gemeinde Lieberhausen im Rahmen der Gemeindegebietsreform 1969 kamen beide Orte zur Stadt Bergneustadt. Gleichzeitig wurde durch das Gesetz zur Neugliederung des Landkreises Olpe die Kreisgrenze zwischen dem Oberbergischen Kreis und dem Kreis Olpe verändert. Der zur früheren Gemeinde Drolshagen-Land gehörige östliche Teil von Belmicke wurde dem Oberbergischen Kreis zugeschlagen. Brüchen und Belmicke wurden zum Ortsteil Belmicke der Stadt Bergneustadt vereinigt. Seit diesem Zeitpunkt ist der ganze Ort zum ersten Mal einer einzigen Verwaltungseinheit zugeordnet.

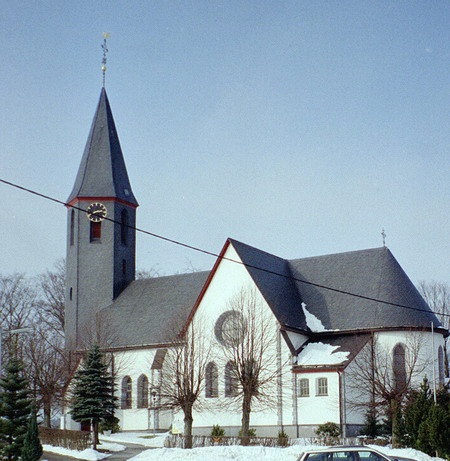
St. Anna

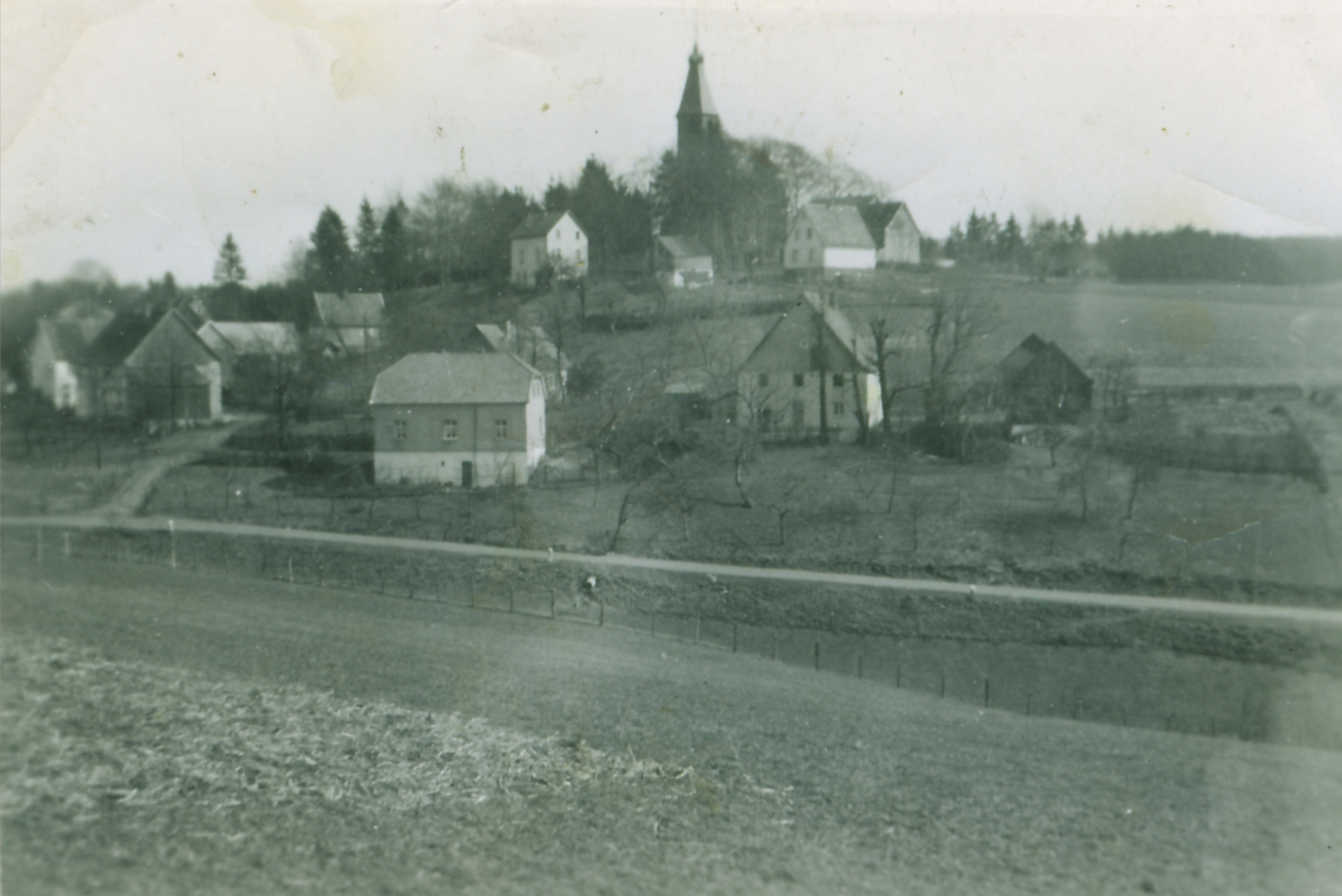
Belmicke Anfang des 20. Jahrhunderts

## Kirchliche Einrichtungen
Mit dem Bau der ersten Kirche in Belmicke wurde 1734 auf Initiative des Pfarrers von Drolshagen begonnen. Sie wurde 1736 eingeweiht. Ihr Bau war aus konfessionellen Gründen allerdings nur auf westfälischem (kurkölnischen) Gebiet möglich. Damit einher ging die Einrichtung einer Priesterstelle. Da die Kirche regen Zuspruch aus den umliegenden Dörfern bekam, wurde sie 1839 renoviert und um einen Anbau vergrößert.
1867 wurde die Kirche vom Erzbischof von Köln zur Pfarrkirche erhoben. Der neue Pfarrsprengel umfasste im Wesentlichen die alten Bauerschaften Lieberhausen und Wiedenest. 1892 wurde die heutige Kirche St. Anna eingeweiht. Sie wurde auf einem Bergsporn oberhalb des alten Standortes auf oberbergischem Gebiet errichtet.
Durch Zuwanderung infolge des Zweiten Weltkrieges und durch Bevölkerungswachstum nahm die Zahl der Katholiken insbesondere im Dörspetal stark zu. Dieser Entwicklung wurde mit dem Bau der Filialkirche Maria Königin Pernze-Wiedenest 1962 Rechnung getragen. Infolge der Anpassung der Pfarrgrenzen an die neuen politischen Grenzen im Zuge der Gebietsreform 1974 wurden einige Orte im oberen Aggertal in die Pfarrgemeinden Gummersbach und Bergneustadt umgepfarrt.
Heute gehört die Pfarrei St. Anna Belmicke zur Pfarreiengemeinschaft Oberberg Mitte.
Neben der Fronleichnamsprozession, welche von Belmicke ausgehend durch die Dörfer Attenbach und Wörde führt, hat die Sakramentsprozession zum Annatag eine besondere Bedeutung für die Region. Sie führt aus historischen konfessionellen Gründen nur über ehemals kurkölnisches Gebiet durch die Nachbardörfer Feldmannshof und Benolpe. In früheren Tagen fand am Annatag auch eine Kirmes statt. Außerdem pilgert die Pfarrgemeinde am Abend vor Christi Himmelfahrt zur Marienkapelle Hünkesohl und zum Fest Mariä Heimsuchung nach Sendschotten. Die dort verehrte Marienstatur wurde während der Reformation aus der Kirche in Wiedenest nach Sendschotten gebracht, um sie vor dem reformatorischen Bildersturm zu bewahren.
Das 1952 vom Heimatverein erbaute Jugendheim wurde durch die Übertragung auf die Pfarrgemeinde 1973 zum St. Anna-Heim.
Der Kirchenchor Cäcilia wurde im Jahre 1921 gegründet und konnte 2011 sein 90-jähriges Bestehen feiern.

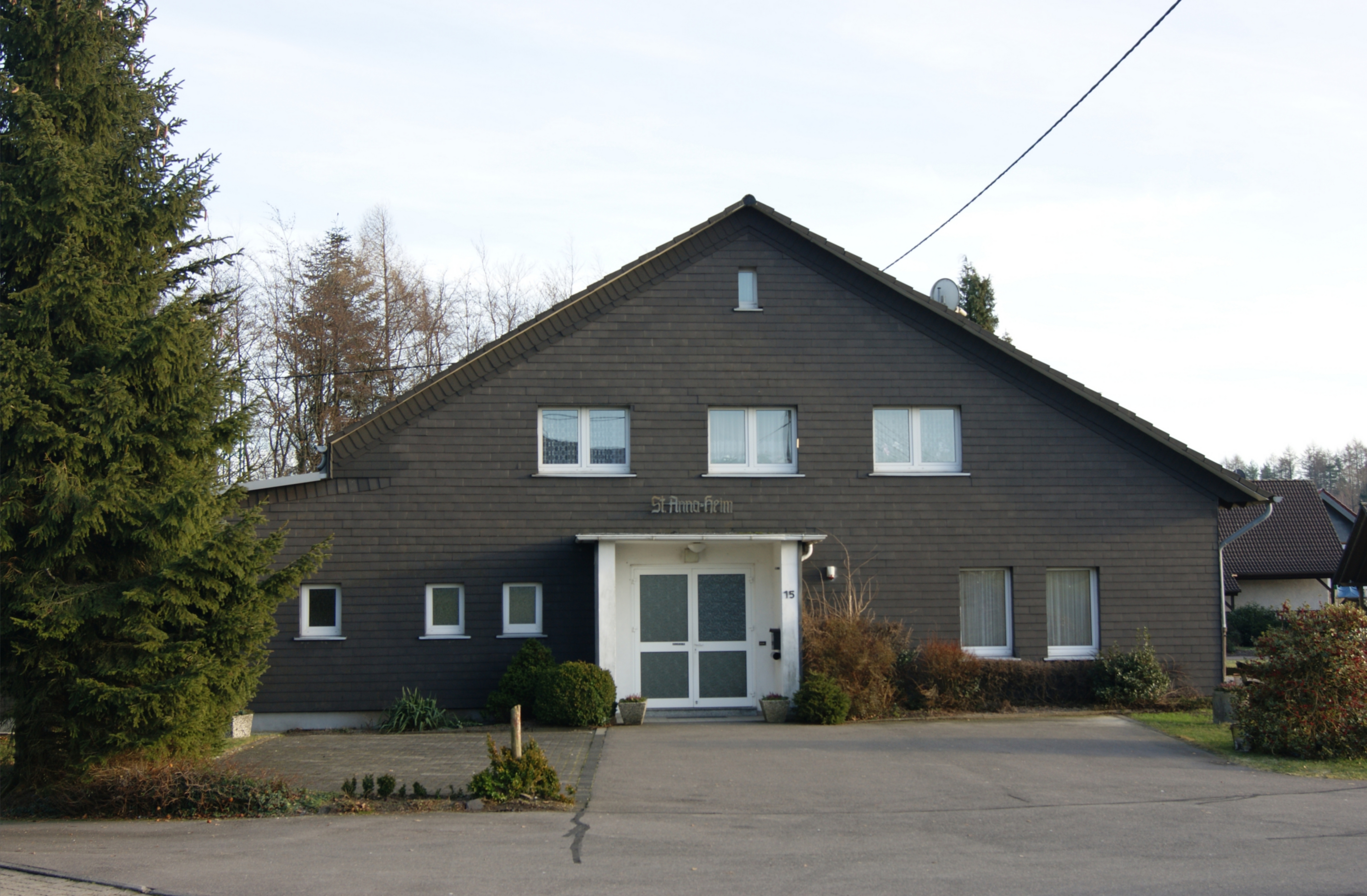
St. Anna-Heim Januar 2012

## Vereinswesen
- Sportverein TuS Belmicke 1910 e. V.
- Schützenverein Hohe Belmicke 1921 e. V.
- Malteser Jugend Bergneustadt-Wiedenest-Belmicke
- Kirchenchor Cäcilia

## TuS Belmicke 1910 e. V.
Der örtliche Fußballverein ist eine Sparte des TuS Belmicke 1910 e. V., der seit seinem 100. Jubiläumsjahr, in der Saison 2010–2011 unter dem Namen TuS Belmicke-Benolpe im Kreis Olpe aktiv war. Leider musste der Spielbetrieb der Seniorenmannschaft im Sommer 2015 abgemeldet werden, da man nicht mehr genügend Spieler für eine Fußballmannschaft in Belmicke – Benolpe zur Verfügung hat. Einer der Hauptgründe ist der fehlende sportliche Nachwuchs und der demografische Wandel der letzten Jahre. Im Bereich der Altliga Ü32 spielt man mit dem Nachbarverein Bleche – Germinghausen zusammen und im Bereich Ü50 auch noch mit dem FC Schreibershof. Aktuell gibt es im TuS eine Damenturngruppe mit ca. 20 Personen die immer dienstags im Annaheim trainiert, eine ca. 15-köpfige Wanderabteilung und 5 Tanzgruppen mit ca. 70 Jungen und Mädchen, Jugendlichen und jungen Erwachsenen, die bei den alljährlichen Karnevalsveranstaltungen des TuS auftreten. Gegründet wurde der TuS Belmicke am 15. Januar 1910 durch den damaligen Dorfschullehrer Matthias Meier, gemeinsam mit Josef Fiege, Heinrich Hütte und Josef Gräbe.

## Schützenverein Hohe Belmicke 1921 e. V.
Der Schützenverein Hohe Belmicke 1921 e. V. ist Mitglied im Rheinischen Schützenbund e. V. 1872 und im Oberbergischen Schützenbund 1924 e. V. Gegründet wurde er am 23. April 1921 und das erste Schützenfest konnte am 22. August 1922 im Gasthof Hütte gefeiert werden. Rudolf Schneider aus Gipperich wurde in diesem Jahr der erste Schützenkönig. Die Vereinsfahne wurde 1927 angeschafft und am Sonntag, dem 3. Juli 1927 durch Bürgermeister Stahmann geweiht. Nach einer nötig gewordenen umfangreichen Restauration wurde vom Vorstand beschlossen die Fahne erneut zu weihen. Die erneute Fahnenweihe wurde am 15. Januar 2011 durch Pfarrer Udo Linke in St. Anna zelebriert. Von 1951 bis 1995 wird das Schützenfest im St. Anna-Heim gefeiert, seitdem im Festzelt auf dem Loipenparkplatz. Das Vogelschießen erfolgte am 1974 errichteten Hochstand, bis dieses 1997 auch auf den Loipenparkplatz verlegt wurde. Seit 1980 gibt es auch eine Damenabteilung im Verein. Das Jubiläumsschützenfest zum 90-jährigen Vereinsbestehen wurde im Jahre 2011 vom 27. bis 29. Mai gefeiert und der Sonntag endete mit einem Großen Zapfenstreich.

## Schulwesen
Bis ins Jahr 1968 bestand die „Kath. Volksschule Belmicke“ 211 Jahre lang. Adam Huperz war der erste Lehrer. Der Unterricht fand über die Jahre in 8 verschiedenen Gebäuden statt. 1839–1843 und später noch einmal von 1871–1875 wurde im Haus Wwe. Dobener, später Gasthaus Hütte, unterrichtet. Die 2. Schule befand sich im ehem. Pastorat, ehem. Gasthaus Bieker von 1844–1850 von wo man 1850 ins ehem. Küsterhaus, welches 1957 abgerissen wurde, umzog. Dann folgte 1871 wieder Haus Wwe. Dobener. Schule Nr. 5 befand sich im Haus F. Hütte, gegenüber Gasthof Hütte von 1875–1890. Ab 1890 befand sich die Schule für 2 Jahre in Attenbach im Haus Halbe, der jetzigen Dorfschänke. In den nächsten 72 Jahren von 1893 bis 1965 befand sich die Volksschule direkt unterhalb des Kirchberges. 1965 wurde unweit der alten Schule ein neues Gebäude errichtet, welches aber wegen der Schulreform von 1968 nach nur 3 Jahren Schulbetrieb geschlossen wurde. Heute steht das ehemals als Bürgerhaus von den Belmicker Vereinen genutzte Gebäude leer und die Stadt Bergneustadt sucht einen Käufer.

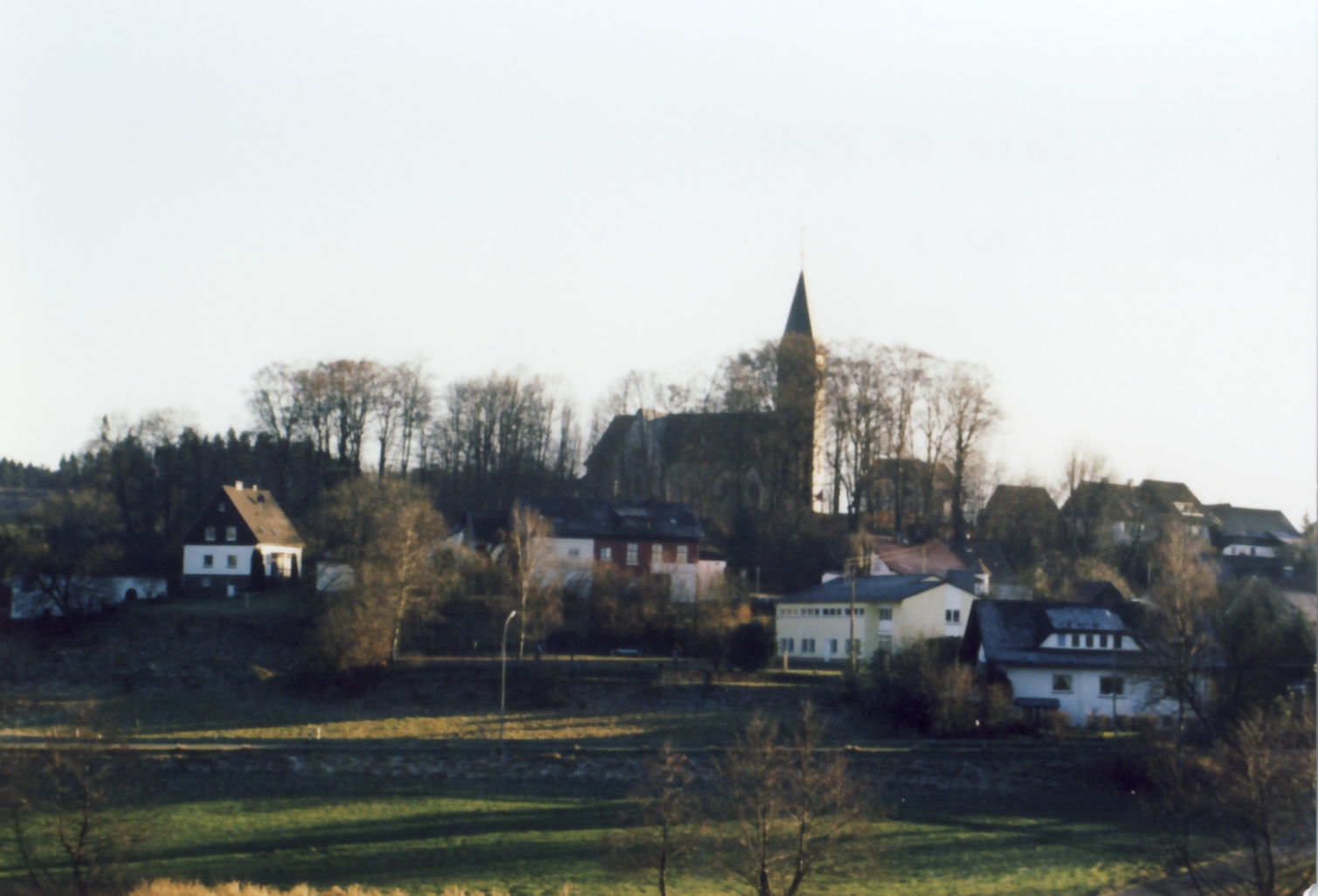
Alte (7., links unten) und neue Schule (8., rechts unten) direkt unterhalb der Kirche

## Wander- und Radwege / Wintersport
Folgende Wanderwege werden vom Sauerländischen Gebirgsverein angeboten:
- A1 (2,5 km)
- A2 (2,5 km)
- A3 (4,7 km)
- A4 (5,7 km)

Ausgangspunkt ist der Wanderparkplatz Belmicke.
Der TuS Belmicke veranstaltet seit nunmehr 1987 alljährlich IVV-Wandertage. Diese finden immer am ersten Augustwochenende statt.
Hier können die Teilnehmer zwischen 5 km, 10 km und 20 km Wanderstrecken wählen. Start und Ziel ist das St. Anna-Heim.
Auf einer Loipe besteht die Möglichkeit Wintersport zu betreiben. Die Beleuchtung der Loipe ist nach dem Sturm Kyrill defekt und wird auch nicht mehr repariert.

## Sehenswürdigkeiten
- Schwedenkreuz: Es befindet sich nahe dem Südeingang des Friedhofs, eingebettet in einer vom Heimatverein „Hohe Belmicke“ gestalteten Anlage. Folgende Inschrift ist dort zu lesen: „ANNO 1635 DEN 8. JUNI IST DER ERBÄR UND FROMER FORNEMER PETER BÜTZ VON DROLLHAGEN CAMNER VON DEN SCHWEDEN ALLHIR ERSCHOSE. / DESEN SELE GOTT GNAD. AMEN“. Das Steinkreuz soll an den Drolshagener Kämmerer Peter Butz erinnern, der im Dreißigjährigen Krieg von den Schweden erschossen wurde. Es wurde auch eine Straße im Ort nach ihm benannt. Ursprünglich befand sich das Kreuz auf der Kuppel nahe der Straße nach Benolpe. Es wurde erst vor wenigen Jahren versetzt.

## Bus und Bahnverbindungen
Linienbus Haltestelle: Belmicke, Linie 313 der Oberbergischen Verkehrsgesellschaft (OVAG)
samstags und sonntags fährt kein Linienbus.